# Richard Anuszkiewicz
Richard Joseph Anuszkiewicz (Erie, 23 maggio 1930 – Englewood, 19 maggio 2020) è stato un pittore statunitense.
Studente alla Yale University, nel 1957 si trasferì a New York. Fu tra gli iniziatori della cosiddetta op art, indirizzando la sua opera verso un astrattismo incentrato sulla luce e sui colori.